# 孙承纬
孙承纬（1939年12月12日—），男，上海人，中国爆炸力学专家，中国工程院院士，现任中国工程物理研究院流体物理研究所科技委主任。
长期从事炸药爆轰、激光辐照效应、应用脉冲功率技术等研究，并从事材料动态响应和高能量密度动力学等基础研究。

## 生平
1963年，毕业于北京大学数学力学系。1982年至1984年，在美国华盛顿州立大学物理系任访问副教授、副研究员。2003年，当选中国工程院院士。